# Vesperus conicicollis
Vesperus conicicollis is een keversoort uit de familie Vesperidae. De wetenschappelijke naam van de soort werd in 1866 gepubliceerd door Fairmaire & Coquerel.